# Ministère du Budget (république démocratique du Congo)
 (mai 2024).
Le ministère du Budget de la république démocratique du Congo est le ministère responsable de l'élaboration du budget national.

## Missions
- Élaboration, suivi et contrôle de l’exécution du budget de l’État ;
- Règlement définitif du budget de l’État, en collaboration avec le ministère ayant les finances dans ses attributions ;
- Élaboration de l’état des plafonds d’autorisation des emplois rémunérés par le pouvoir central ainsi que de création d’emplois ;
- Avis préalable aux établissements publics, aux entités territoriales décentralisées et autres services publics pour emprunter à l’extérieur lorsqu’il y a garantie de l’État ;
- Études et programmation budgétaires ;
- Contrôle des marchés publics ;
- Approbation des marchés conclus à l’issue des appels d’offres nationaux ;
- Encadrement de toutes les dépenses publiques ;
- Liquidation de toutes dépenses sur ressources propres et ressources extérieures inscrites au budget de l’État ;
- Liquidation de la paie des agents et fonctionnaires de l’État, des services de budgets annexes, des membres des institutions politiques et coutumières, de l’Armée, de la Police nationale, des services de sécurité et des diplomates, et des pensions de retraite et rentes de survie ;
- Gestion administrative et du personnel de la chaîne de la dépense ;
- Gestion des crédits centralisés ;
- Visa préalable à tout projet de décision, de convention, d’acte d’administration ou toute autre opération financière susceptible d’avoir une incidence sur les recettes ou les dépenses publiques ;
- Cadrage macro-économique en collaboration avec le ministère ayant le plan dans ses attributions ;
- Rationalisation de la politique salariale à travers le cadre budgétaire à moyen terme défini sur base du cadrage macro-économique indiquant le plafond de la masse salariale ;
- Suivi de l’exécution de recettes propres et extérieures inscrites au budget de l’État en collaboration avec le ministère ayant les finances dans ses attributions.

## Organisation
Le ministère du Budget compte un effectif de 5 169 personnes réparties dans les structures ci-dessous :
- Secrétariat général (3 902 personnes)
- Direction des services généraux
- Direction des études et programmation budgétaire
- Direction de préparation et suivi du budget
- Direction de la paie
- Direction du contrôle budgétaire
- Coordination informatique interministérielle
- Commission budgétaire
- Intendance générale et des crédits centralisés
- Cellule de gestion des projets et marchés publics
- Secrétariat technique chargé des états de suivi budgétaire
- Secrétariat technique et administratif du comité du cadre des dépenses à moyen terme
- Direction générale de contrôle des marchés publics (370 personnes)
- Service national d'approvisionnement et imprimerie (809 personnes)